# Maid of Orleans (The Waltz Joan of Arc)
Joan of Arc (Maid of Orleans) är en låt av den brittiska synthpop-gruppen Orchestral Manoeuvres in the Dark från albumet Architecture & Morality. 
Den utgavs 1982 som den tredje singeln från albumet under titeln Maid of Orleans (The Waltz Joan of Arc) för att undvika förväxling med den föregående singeln Joan of Arc. Båda låtarna handlar om Jeanne d'Arc och båda blev topp 5-hits på  brittiska singellistan. Maid of Orleans nådde 4:e plats på listan och blev även en internationell hit med förstaplaceringar i flera länder och var 1982 års mest sålda singel i Tyskland.

## Utgåvor
7" Dindisc DIN 40
1. "Maid of Orleans (The Waltz Joan of Arc)" (Andy McCluskey) – 4:09
2. "Navigation" (Paul Humphreys/McCluskey) – 3:26

12" DinDisc DIN 40-12
1. "Maid of Orleans (The Waltz Joan of Arc)" – 4:09
2. "Of All the Things We've Made" (Humphreys/McCluskey) – 3:31
3. "Navigation" – 3:26

3" Mini CD singel Virgin CDT27 (utgiven 5 december 1988)
1. "Maid of Orleans (The Waltz Joan of Arc)" (12" version) – 4:13
2. "Joan of Arc" (12" version) (McCluskey) – 3:51
3. "Navigation" – 3:30
4. "Of All the Things We've Made" – 3:27